# Zubejki
Zubejki (ukr. Зубейки, Zubejky), 19XX–1993 Berezna (ukr. Березина) – wieś na Ukrainie, w obwodzie lwowskim, w rejonie lwowskim (wcześniej w rejonie żółkiewskim). W 2025 roku liczyła 500 mieszkańców. Do 1940 roku grupa domkow w Pogorzelisku.